# Calliphora autissiodorensis
Calliphora autissiodorensis este o specie de muște din genul Calliphora, familia Calliphoridae. A fost descrisă pentru prima dată de Robineau-desvoidy în anul 1830.
Este endemică în Franța. Conform Catalogue of Life specia Calliphora autissiodorensis nu are subspecii cunoscute.